# Valeri Stolearov
Valeri Stolearov (n. 18 ianuarie 1971, raionul Vsevolojsk⁠(d), RSFS Rusă, URSS) este un sportiv ce a reprezentat Rusia, medaliat olimpic. A participat la 3 ediții ale Jocurilor Olimpice (1992, 1994, 1998) în care a câștigat o medalie de bronz.